# 아사히정 (미에현)
아사히정(일본어: 朝日町)은 일본 미에현 호쿠세이 지역에 있는 미에군의 정이다. 북쪽으로 구와나시, 남쪽으로 욧카이치시와 접한다.

## 지리
미에현 북부에 위치하고 정의 북서부는 구릉지, 남동부는 평야이다.

## 역사
- 1889년 - 아사케군 아사히촌이 탄생하였다.
- 1896년 - 아사케군이 폐지되어 미에군이 되었다.
- 1954년 10월 17일 - 정으로 승격해 아사히정이 되었다.

## 교통

### 철도
- 긴키 닛폰 철도 나고야선
  - (← 구와나시 마스오역) - 이세아사히역 - (가와고에정 가와고에토미스하라역 →)
- 도카이 여객철도 간사이 본선
  - (← 구와나시 구와나역) - 아사히역 - (욧카이치시 도미다역 →)

### 도로
- 이세 만안 자동차도(일본어판)
- 국도 1호선